# 布拉班特島
布拉班特島（英語：Brabant Island）是南極洲的島嶼，屬於帕默群島的一部分，位於英屬南極領地內昂韋爾島和列日島之間，長53公里、寬26公里，島上最高點帕里山（Mount Parry）海拔2,520米。

## 外部連結
- Map of the area （页面存档备份，存于）
- U.S. Geological Survey, Atlas of Antarctic Research
- （葡萄牙文） Brazilian Antarctic Program[永久]